# Beachhandball-Asienmeisterschaften 2013
Die Beachhandball-Asienmeisterschaften 2013 waren die vierte Austragung der kontinentalen Meisterschaft Asiens im Beachhandball. Es gab erstmals je ein Turnier für Frauen und Männer parallel am selben Ort, welches vom 6. bis 16. Mai in Maskat in Hongkong auf dem Kwai Chung Sports Ground durchgeführt wurde. Für die Frauen war es nach 2004 und mehreren Ausfällen beziehungsweise Absagen das zweite Turnier. Die Veranstaltung wurde im Auftrag der Asian Handball Federation von der Handball Association of Hong Kong organisiert.
Das Turnier, das für die Männer erstmals nicht in einem mehrheitlich muslimischen Land ausgetragen wurde, diente einerseits zum ermitteln eines kontinentalen Meisters, zum anderen aber auch zur Ermittlung der asiatischen Teilnehmer an den Weltmeisterschaften 2014 in Recife, Brasilien. Hierfür qualifizierten sich jeweils die die beiden Finalisten. Mit sechs teilnehmenden Nationen bei den Frauen war es die bis heute höchste Zahl an teilnehmenden Mannschaften, die einzig 2019 noch einmal erreicht wurde, die Männer sollten diesen Wert von nun an zumindest nicht mehr unterschreiten.
Parallel zu den Spielen wurde ein umfangreiches Begleitprogramm mit weiteren Unterhaltungsangeboten für die Besucher geboten. Vom 6. bis 12. Mai war zudem ein Festival in Tin Hau, das in einem großen Umzug (Tsing Yi Tin Hau Festival's Paper Floral Tributes Parade) endete. Am 11. und 12. gab es einen Karneval. Chinesische Opern wurden vom 10. bis zum 14. Mai auf dem Tsing Yi Athletics Association Sportsground aufgeführt. An allen Tagen wurden Tanzaufführungen geboten.
| Frauen Details | Hongkong, Hongkong | Thailand | keine Playoffs | Taiwan | China   | keine Playoffs | Vietnam  |
| Männer Details | Hongkong, Hongkong | Katar    | keine Playoffs | Oman   | Bahrein | keine Playoffs | Thailand |

## Platzierungen
| Nation              | Frauen | Männer |
| ------------------- | ------ | ------ |
| Bahrain             | 0–     | 03     |
| Volksrepublik China | 03     | 0–     |
| Hongkong            | 05     | 06     |
| Katar               | 06     | 01     |
| Oman                | 0–     | 02     |
| Taiwan              | 02     | 0–     |
| Thailand            | 01     | 04     |
| Vietnam             | 04     | 05     |
| Teilnehmerzahl      | 6      | 6      |

| Legende | Legende | Legende | Legende              |
| ------- | ------- | ------- | -------------------- |
| 1       | 2       | 3       | Podest-Platzierungen |
| 4       | 4       | 4       | Halbfinalist         |